# Hypatima nigrogrisea
Hypatima nigrogrisea is een vlinder uit de familie tastermotten (Gelechiidae). De wetenschappelijke naam van deze soort is voor het eerst geldig gepubliceerd in 1949 door Janse.
De soort komt voor in tropisch Afrika.